# Clitia

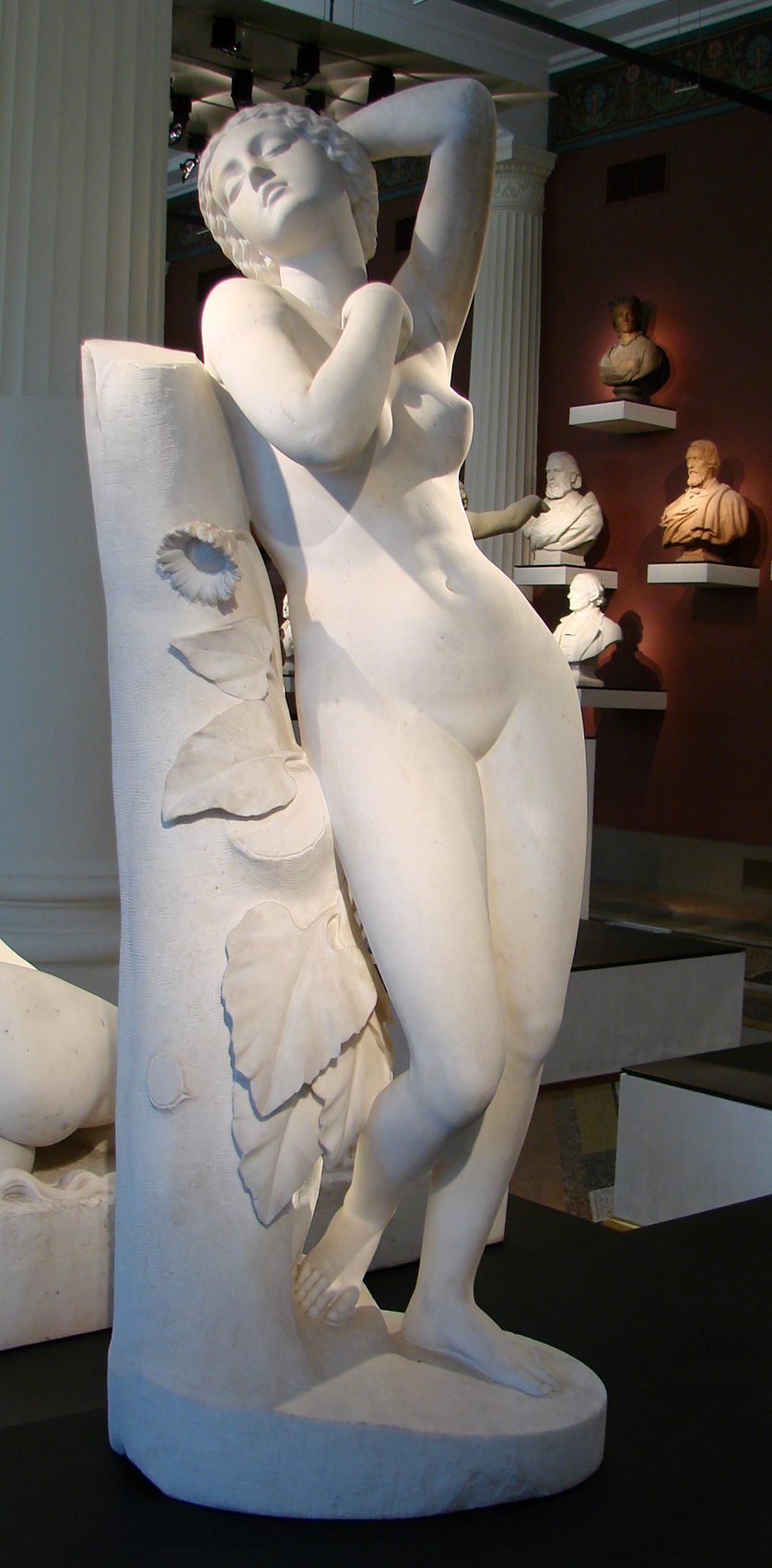
Clitia (1848), Museo de Picardía, en Amiens. Obra de Joseph-Stanislas Lescorné.

En la mitología griega, Clitia o Clitie (en griego: Κλũτίη; en latín: Clytĭe o Clytĭa) era una de las ninfas que aparece especialmente en fuentes tardías, asociada con la flor del sol (girasol) o el heliotropo. 
Hesíodo la describe como una de las oceánides más antiguas; Higino también está de acuerdo, añadiendo que de la unión entre Eetes y Clitia nació la célebre Medea. Lactancio dice que el amor y desamor entre Clitia y Helios era mencionado en las obras de Hesíodo.
Ovidio nos ofrece la versión más conocida de la historia de Clitia, enamorada de Helios y víctima desdichada de la cólera de Afrodita. Se dice que Clitia, que sentía una pasión desmesurada por su amante, espiaba diariamente al sol desde que salía de su palacio, por la mañana, hasta que llegaba al oeste por la tarde. Un día Helios, embriagado por un sentimiento amoroso propiciado por Afrodita, se encaprichó de Leucótoe y abandonó a Clitia. Ésta, despechada, se lo contó a Órcamo, padre de Leucótoe, quién, al enterarse, enterró viva a su hija. Al saberlo, Helios despreció a Clitia, que consumió toda su vida viéndolo pasar hasta que los dioses la convirtieron en flor. El propio autor no deja claro si se refiere al girasol o el heliotropo. Sea como fuere, Afrodita se vengaba así de Helios, por haber denunciado ante su marido Hefesto la aventura amorosa que mantenía con Ares.
Nótese que en las fuentes romanas no se especifica quiénes eran los padres de Clitia. La oceánide Clitia y la amante de Helios pudieran ser el mismo personaje, pero no es completamente seguro.  Uno de los paradoxógrafos griegos nos dice que ambas, Leucótoe y Clitia, eran hermanas e hijas del propio Órcamo.